# Rajd Koszyc 2022
48. Rajd Koszyce (48. Garrett Rally Košice) – 48. edycja Rajdu Koszyce. To rajd samochodowy, który rozegrano w dniach 21–23 października 2022 roku. Bazą rajdu było miasto Koszyce. była to ósma runda rajdowych samochodowych mistrzostw Polski w roku 2022 oraz siódma runda rajdowych mistrzostw Słowacji w roku 2022.
Rajd Koszyc wygrał po raz trzeci w karierze Grzegorz Grzyb na Skodzie Fabia Rally2 evo, był to jego piętnasty start w tej imprezie. Wynikiem tym Polak przypieczętował siódmy tytuł rajdowego Mistrza Słowacji. Drugie miejsce zajął Szwed Tom Kristensson jadący samochodem Hyundai i20 R5, dzięki temu Kristensson wywalczył tytuł rajdowego Mistrza Polski w sezonie 2022. Trzeci rajd ukończył Łotysz Mārtiņš Sesks.

## Lista zgłoszeń
Poniższa lista spośród 45 zgłoszonych zawodników obejmuje tylko zawodników startujących samochodami grupy R5 i niektórych z grupy 11.
| Nr | Kierowca            | Pilot              | Zespół                 | Samochód                 | Klasa | Klasyfikacja     |
| -- | ------------------- | ------------------ | ---------------------- | ------------------------ | ----- | ---------------- |
| 1  | Grzegorz Grzyb      | Adam Binięda       | Rufa Motor-Sport       | Škoda Fabia Rally2 evo   | 2     | Poland, Slovakia |
| 2  | Tom Kristensson     | Andreas Johansson  | Kowax 2BRally          | Hyundai i20 R5           | 2     | Poland           |
| 3  | Jaroslav Melichárek | Erik Melichárek    | Melico Racing          | Ford Fiesta RS WRC       | 11    | Slovakia         |
| 4  | Mārtiņš Sesks       | Renars Francis     | Team MRF Tyres         | Škoda Fabia Rally2-Kit   | 2     |                  |
| 5  | Tomáš Kukučka       | Peter Vejačka      |                        | Mitsubishi Lancer Evo VI | 11    | Slovakia         |
| 6  | László Német        | István Szabó       | Kole Média Center Kft. | Škoda Fabia Rally2 evo   | 2     | Slovakia         |
| 7  | Michał Tochowicz    | Piotr Białowąs     |                        | Citroën C3 Rally2        | 2     | Poland           |
| 8  | Dariusz Poloński    | Łukasz Sitek       | Rallytechnology        | Volkswagen Polo GTI R5   | 2     | Poland, Slovakia |
| 9  | Ivan Mutňanský      | Zuzana Lieskovcová | SEIG Racing            | Škoda Fabia R5           | 2     | Slovakia         |

## Zwycięzcy odcinków specjalnych[4]
| Dzień | Numer odcinka | Nazwa odcinka | Długość  | Zwycięzca odcinka | Samochód               | Czas    | Lider rajdu    |
| ----- | ------------- | ------------- | -------- | ----------------- | ---------------------- | ------- | -------------- |
| 22 XI | OS1           | Izra 1        | 9,40 km  | Grzegorz Grzyb    | Škoda Fabia Rally2 evo | 4:46,9  | Grzegorz Grzyb |
| 22 XI | OS2           | Bogota 1      | 18,45 km | Grzegorz Grzyb    | Škoda Fabia Rally2 evo | 10:10,6 | Grzegorz Grzyb |
| 22 XI | OS3           | Izra 2        | 9,40 km  | Grzegorz Grzyb    | Škoda Fabia Rally2 evo | 4:48,9  | Grzegorz Grzyb |
| 22 XI | OS4           | Bogota 2      | 18,45 km | Grzegorz Grzyb    | Škoda Fabia Rally2 evo | 10:43,7 | Grzegorz Grzyb |
| 22 XI | OS5           | Izra 3        | 9,40 km  | Mārtiņš Sesks     | Škoda Fabia Rally2-Kit | 5:21,9  | Grzegorz Grzyb |
| 23 XI | OS6           | Jahodná 1     | 13,15 km | Grzegorz Grzyb    | Škoda Fabia Rally2 evo | 6:34,0  | Grzegorz Grzyb |
| 23 XI | OS7           | Ružín 1       | 6,65 km  | Grzegorz Grzyb    | Škoda Fabia Rally2 evo | 3:59,7  | Grzegorz Grzyb |
| 23 XI | OS8           | Jahodná 2     | 13,15 km | Grzegorz Grzyb    | Škoda Fabia Rally2 evo | 6:28,9  | Grzegorz Grzyb |
| 23 XI | OS9           | Ružín 2       | 6,65 km  | Grzegorz Grzyb    | Škoda Fabia Rally2 evo | 3:58,4  | Grzegorz Grzyb |
| 23 XI | OS10          | Jahodná 3     | 13,15 km | Tom Kristensson   | Hyundai i20 R5         | 6:21,7  | Grzegorz Grzyb |
| 23 XI | OS11          | Ružín 3       | 6,65 km  | Grzegorz Grzyb    | Škoda Fabia Rally2 evo | 4:00,8  | Grzegorz Grzyb |

### Power Stage – OS11[5]
| Miejsce | Kierowca          | Pilot             | Samochód                | Czas/Strata | Punkty |
| ------- | ----------------- | ----------------- | ----------------------- | ----------- | ------ |
| 1       | Grzegorz Grzyb    | Adam Binięda      | Škoda Fabia Rally2 evo  | 4:00,8      | 5      |
| 1       | Tom Kristensson   | Andreas Johansson | Hyundai i20 R5          | 0,00        | 5      |
| 3       | Dariusz Poloński  | Łukasz Sitek      | Volkswagen Polo GTI R5  | +3,2        | 3      |
| 4       | Piotr Parys       | Andrzej Górski    | Ford Fiesta Proto       | +8,7        | 2      |
| 5       | Rafał Kwiatkowski | Jacek Zieliński   | Porsche 997 GT3 Cup 3.6 | +19,2       | 1      |

## Klasyfikacja generalna
Dodatkowe punkty w klasyfikacji RSMP są przyznawane za ostatni odcinek specjalny – Power Stage.
| Miejsce                | Kierowca               | Pilot                  | Samochód                 | Czas                   | Strata                 | Grupa                  | Punkty                 |
| Klasyfikacja generalna | Klasyfikacja generalna | Klasyfikacja generalna | Klasyfikacja generalna   | Klasyfikacja generalna | Klasyfikacja generalna | Klasyfikacja generalna | Klasyfikacja generalna |
| ---------------------- | ---------------------- | ---------------------- | ------------------------ | ---------------------- | ---------------------- | ---------------------- | ---------------------- |
| 1                      | Grzegorz Grzyb         | Adam Binięda           | Škoda Fabia Rally2 evo   | 1:07:31,4              | –                      | 2                      |                        |
| 2                      | Tom Kristensson        | Andreas Johansson      | Hyundai i20 R5           | 1:09:01,6              | +1:30,2                | 2                      |                        |
| 3                      | Mārtiņš Sesks          | Renars Francis         | Škoda Fabia Rally2-Kit   | 1:09:29,1              | +1:57,7                | 2                      |                        |
| 4                      | Dariusz Poloński       | Łukasz Sitek           | Volkswagen Polo GTI R5   | 1:10:19,2              | +2:47,8                | 2                      |                        |
| 5                      | Jozef Béreš jun.       | Radovan Plichta        | Mitsubishi Lancer Evo IX | 1:12:20,1              | +4:48,7                | SK3                    |                        |
| 6                      | Tomáš Kukučka          | Peter Vejačka          | Mitsubishi Lancer Evo VI | 1:12:26,9              | +4:55,5                | 11                     |                        |
| 7                      | Piotr Parys            | Andrzej Górski         | Ford Fiesta Proto        | 1:12:44,8              | +5:13,4                | NAT2                   |                        |
| 8                      | Rafał Kwiatkowski      | Jacek Zieliński        | Subaru Impreza STi R4    | 1:15:21,7              | +7:50,3                | NAT2                   |                        |
| 9                      | Marcin Kowal           | Sebastian Lenkowski    | Ford Fiesta Rally3       | 1:16:28,7              | +8:57,3                | 3                      |                        |
| 10                     | Marek Roefler          | Marek Bała             | Ford Fiesta Rally3       | 1:16:42,6              | +9:11,2                | 3                      |                        |
| Klasyfikacja RSMP      |                        |                        |                          |                        |                        |                        |                        |
| 1                      | Grzegorz Grzyb         | Adam Binięda           | Škoda Fabia Rally2 evo   | 1:07:31,4              | –                      | 2                      | 30+5                   |
| 2                      | Tom Kristensson        | Andreas Johansson      | Hyundai i20 R5           | 1:09:01,6              | +1:30,2                | 2                      | 24+5                   |
| 3                      | Dariusz Poloński       | Łukasz Sitek           | Volkswagen Polo GTI R5   | 1:10:19,2              | +2:47,8                | 2                      | 21+3                   |
| 4                      | Piotr Parys            | Andrzej Górski         | Ford Fiesta Proto        | 1:12:44,8              | +5:13,4                | NAT2                   | 19+2                   |
| 5                      | Rafał Kwiatkowski      | Jacek Zieliński        | Subaru Impreza STi R4    | 1:15:21,7              | +7:50,3                | NAT2                   | 17+1                   |
| 6                      | Marcin Kowal           | Sebastian Lenkowski    | Ford Fiesta Rally3       | 1:16:28,7              | +8:57,3                | 3                      | 15                     |
| 7                      | Marek Roefler          | Marek Bała             | Ford Fiesta Rally3       | 1:16:42,6              | +9:11,2                | 3                      | 13                     |
| 8                      | Grzegorz Bonder        | Paweł Pochroń          | Renault Clio Rally4      | 1:16:45,7              | +9:14,3                | 4                      | 11                     |
| 9                      | Błażej Gazda           | Maciej Mikuliszyn      | Peugeot 208 Rally4       | 1:18:02,8              | +10:31,4               | 4                      | 9                      |
| 10                     | Jakub Matulka          | Mateusz Martynek       | Ford Fiesta R200         | 1:18:35,2              | +11:03,8               | NAT4                   | 7                      |
| 11                     | Paweł Latos            | Dominik Ragiel         | Honda Civic Type-R EP3   | 1:33:57,3              | +26:25,9               | NAT4                   | 5                      |
| 12                     | Rafał Kulka            | Aneta Marcol           | Ford Fiesta R200         | 1:41:31,9              | +34:00,5               | NAT4                   | 3                      |

## Klasyfikacja końcowa kierowców RSMP 2022[8]
Punkty otrzymuje 15 pierwszych zawodników, którzy ukończą rajd według klucza:
| Miejsce | 1  | 2  | 3  | 4  | 5  | 6  | 7  | 8  | 9 | 10 | 11 | 12 | 13 | 14 | 15 |
| Punkty  | 30 | 24 | 21 | 19 | 17 | 15 | 13 | 11 | 9 | 7  | 5  | 4  | 3  | 2  | 1  |

Dodatkowe punkty zawodnicy zdobywają za ostatni odcinek specjalny zwany Power Stage, punktowany: za zwycięstwo – 5, drugie miejsce – 4, trzecie – 3, czwarte – 2 i piąte – 1 punkt.
| Miejsce | 1 | 2 | 3 | 4 | 5 |
| Punkty  | 5 | 4 | 3 | 2 | 1 |

W tabeli uwzględniono miejsce, które zajął zawodnik w poszczególnym rajdzie, a w indeksie górnym umieszczono miejsce zajęte na ostatnim, dodatkowo punktowanym odcinku specjalnym tzw. Power Stage.
| Poz. | Kierowca            | Świdnicki | Podlaski | Polski | Żmudzi | Rzeszowski | Śląska | Wisły | Koszyc | Suma punktów |
| ---- | ------------------- | --------- | -------- | ------ | ------ | ---------- | ------ | ----- | ------ | ------------ |
| 1    | Tom Kristensson     | 3         | 1        | 21     | 1      | 74         | 23     | 1     | 21     | 229          |
| 2    | Grzegorz Grzyb      | 2         | 5        | 3      | 35     | 13         | 1      | 23    | 1      | 221          |
| 3    | Kacper Wróblewski   | 1         | 23       |        | 53     | 31         | 32     | 32    |        | 158          |
| 4    | Zbigniew Gabryś     | 5         | 6        | NU     | 7      | 6          | 4      | 4     |        | 98           |
| 5    | Maciej Lubiak       | 6         | 34       | 5      | 6      | NU         |        |       |        | 71           |
| 6    | Łukasz Byśkiniewicz | 7         | 8        | NU     | 8      | 5          | NU     | 54    |        | 71           |
| 7    | Sylwester Płachytka | 84        | NU       |        | 2      | 2          | NU     |       |        | 69           |
| 8    | Kamil Bolek         | 12        | 9        | 11     | 9      | 10         | 7      | 6     |        | 62           |
| 9    | Jacek Sobczak       | 9         | 14       |        |        | 8          | 5      | 105   |        | 47           |
| 10   | Adam Sroka          | 10        | NU       | 7      | 12     | 16         | 10     | 7     |        | 44           |
| 11   | Piotr Parys         |           |          |        |        | 11         | 64     |       | 4      | 43           |
| 12   | Rafał Kwiatkowski   | 11        |          | 14     | 11     | 17         | 9      | 14    | 5      | 41           |
| 13   | Jarosław Szeja      | 45        | NU       |        |        | 45         | NU     | NU    |        | 40           |
| 14   | Adrian Chwietczuk   |           |          | 4      | 42     |            |        |       |        | 40           |
| 15   | Mikołaj Marczyk     |           |          | 12     |        |            |        |       |        | 34           |
| 16   | Dariusz Poloński    | 16        |          |        |        | 9          | NU     | NU    | 3      | 33           |
| 17   | Marcin Kowal        | 21        | NU       | 13     | 13     | 15         | 20     | 8     | 6      | 33           |
| 18   | Marek Roefler       | 42        | 10       |        | 10     | 27         |        | NU    | 7      | 27           |
| 19   | Błażej Gazda        | 14        | NU       | 10     |        | 13         | 12     | 15    | 9      | 26           |
| 20   | Krzysztof Bubik     |           | 42       |        |        |            |        |       |        | 23           |
| 21   | Michał Tochowicz    | NU        |          | 8      |        | NU         | 85     | 19    | NU     | 23           |
| 22   | Grzegorz Bonder     | 18        | 12       |        | 15     | 12         | 13     | 30    | 8      | 23           |
| 23   | Daniel Chwist       |           |          | 64     |        |            |        |       |        | 17           |
| 24   | Marek Nowak         | 13        |          | NU     | 14     | NU         | 14     | 9     | NU     | 16           |
| 25   | Radosław Typa       |           | 75       | NU     |        |            |        |       |        | 14           |
| 26   | Gracjan Predko      | NU        | 11       | 9      |        | NU         |        |       |        | 14           |
| 27   | Jakub Matulka       |           |          |        |        | NU         | NU     | 11    | 10     | 12           |
| 28   | Artur Równiatka     | 15        |          |        |        | 14         | 11     |       |        | 8            |
| 29   | Tomasz Ociepa       | 26        | 13       | 12     |        | 19         | 21     | 22    |        | 7            |
| 30   | Paweł Latos         |           | 18       | 17     | NU     |            |        |       | 11     | 5            |
| 31   | Artur Długosz       |           |          |        | 18     | 22         | NU     | 12    |        | 4            |
| 32   | Rafał Kulka         |           |          |        |        |            | 24     | 25    | 12     | 4            |
| 33   | Balbina Gryczyńska  |           |          |        | 21     | 18         | 26     | 13    | NU     | 3            |
| 34   | Paweł Grzywacz      | 27        |          | 15     | 17     | 25         |        |       |        | 1            |
| 35   | Sebastian Teter     |           | 15       |        |        |            |        |       |        | 1            |
| 36   | Dawid Smółka        |           |          |        |        |            | 15     | 24    |        | 1            |
| Poz. | Kierowca            | Świdnicki | Podlaski | Polski | Żmudzi | Rzeszowski | Śląska | Wisły | Koszyc | Suma punktów |